# Paul Ryan
Paul Davis Ryan (Janesville, 29 gennaio 1970) è un politico statunitense, membro della Camera dei Rappresentanti per lo stato del Wisconsin dal 1999 al 2019 e Speaker della Camera dei Rappresentanti dal 2015 al 2019. Inoltre, Ryan è stato il candidato del Partito Repubblicano per la carica di Vicepresidente degli Stati Uniti d'America in ticket con il candidato Presidente Mitt Romney nelle elezioni presidenziali del 2012.

## Biografia

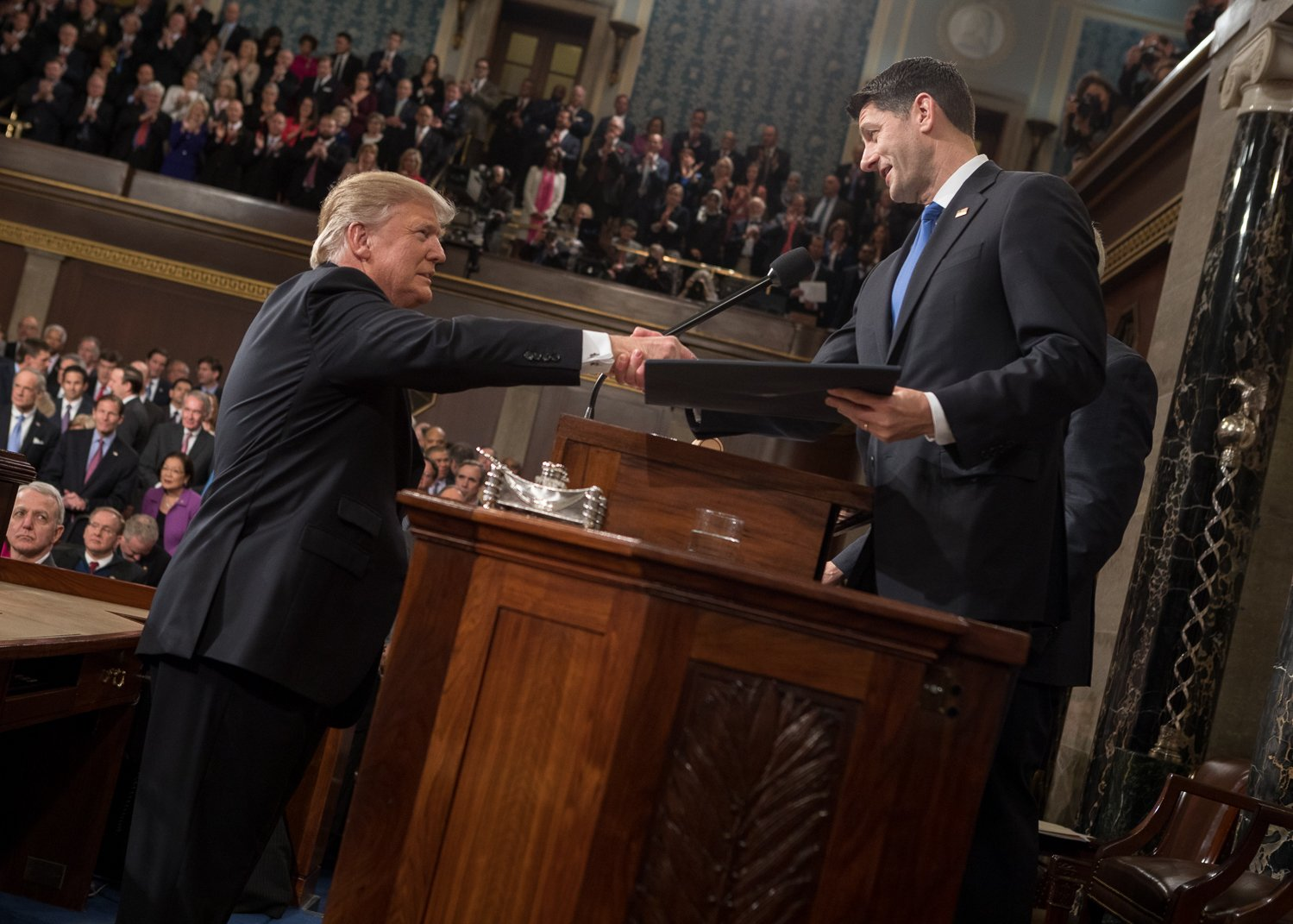
Ryan mentre stringe la mano al Presidente degli Stati Uniti Donald Trump (28 febbraio 2017)

Quartogenito di Paul e Betty Ryan, il giovane Paul usufruì dei benefits del Social Security Act dopo l'improvvisa morte del padre. Mettendo da parte quel denaro, Ryan riuscì a pagare le tasse universitarie. Durante gli studi Ryan lavorò come stagista nell'ufficio del senatore Bob Kasten. Dopo aver conseguito due bachelor in economia e scienze politiche, il giovane Paul andò a lavorare come assistente del senatore del Kansas Sam Brownback. Fra le sue occupazioni, si ricorda l'impiego come speechwriter (scrittore di discorsi) per alcuni politici repubblicani molto influenti fra cui Jack Kemp e William J. Bennett.
Nel 1998 fu eletto alla Camera dei rappresentanti. Da allora Ryan fu sempre riconfermato con ampi margini di voto, sempre superiori al 60% delle preferenze. 

### Candidato Vicepresidente con Mitt Romney (2012)
Nel 2012 fu scelto come candidato alla vicepresidenza da Mitt Romney. Il team repubblicano Romney-Ryan è sconfitto da quello democratico Obama-Biden alle elezioni presidenziali del 2012.

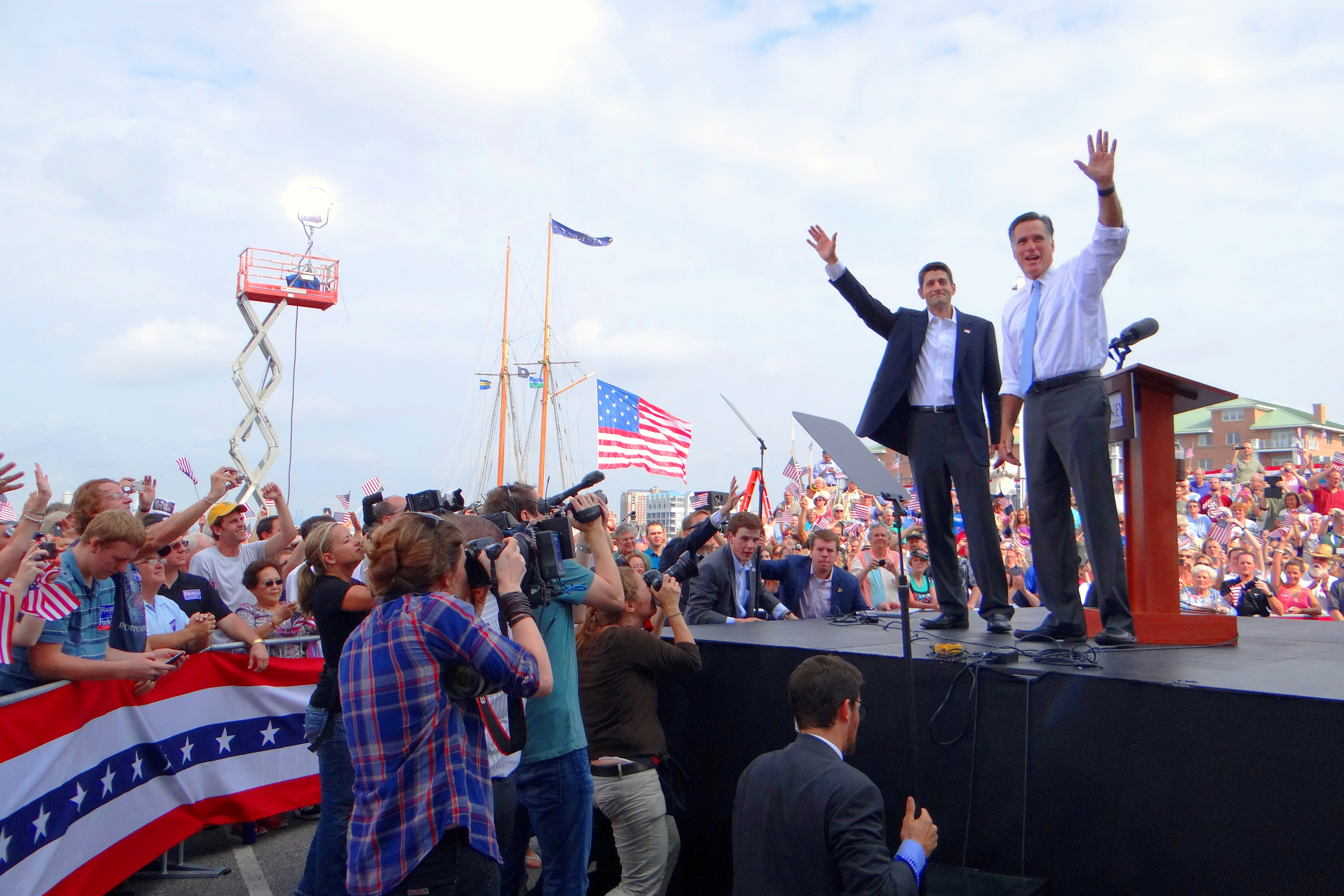
il ticket presidenziale repubblicano del 2012: il candidato Vicepresidente Paul Ryan con il suo candidato Presidente Mitt Romney ad un comizio a Norfolk in Virginia

### Speaker della Camera dei Rappresentanti (2015-2019)
Il 29 ottobre del 2015 è stato eletto alla carica di speaker della Camera in sostituzione di John Boehner, dimissionario a causa della spaccatura interna al Partito Repubblicano tra l'establishment e l'ala destra rappresentata dal Tea Party. La candidatura di Ryan, il più giovane Speaker dal 1869, riesce a ricostruire l'unità del partito..
Durante la stagione delle primarie repubblicane tra il 2015-16 e la successiva campagna presidenziale di Donald Trump, Ryan rilascia dichiarazioni apertamente critiche contro di lui. Benché annunci pubblicamente il 2 giugno 2016 il sostegno al vincitore delle primarie GOP, crede, come altri politici, che Trump sarà sconfitto da Hillary Clinton. La clamorosa vittoria di Trump lo trova spiazzato: seguono altri attriti, più o meno sotterranei, tra i due politici durante l'inizio del mandato presidenziale del tycoon newyorchese. 
L'11 aprile 2018 Ryan annuncia l'intenzione di non ricandidarsi per le elezioni congressuali come rappresentante, ritirandosi dalla politica attiva al termine del proprio mandato, rimanendo fino alla fine della legislatura speaker della Camera dei Rappresentanti. Il 3 gennaio 2019 cessa la carica da Speaker e si ritira.

### Vita privata e posizioni politiche
Sposato e con tre figli, Paul Ryan è un noto conservatore: è contrario all'aborto, favorevole alle unioni civili, lotta per l'abolizione di alcune tasse, come quella sul guadagno in conto capitale o l'imposta sul reddito delle società; è favorevole alla privatizzazione di Medicare.